# 阿洛陶縣
7°58′S 145°46′E / 7.967°S 145.767°E
阿洛陶縣（英語：Alotau District），是巴布亞新畿內亞的縣份之一，位於新畿內亞島東南部，由米爾恩灣省負責管轄，首府設於阿洛陶，面積7,835平方公里，2011年人口99,539，人口密度每平方公里13人。